# Britta Roscher
Britta Roscher (* 1971 in Langen)  ist eine deutsche Flötistin.

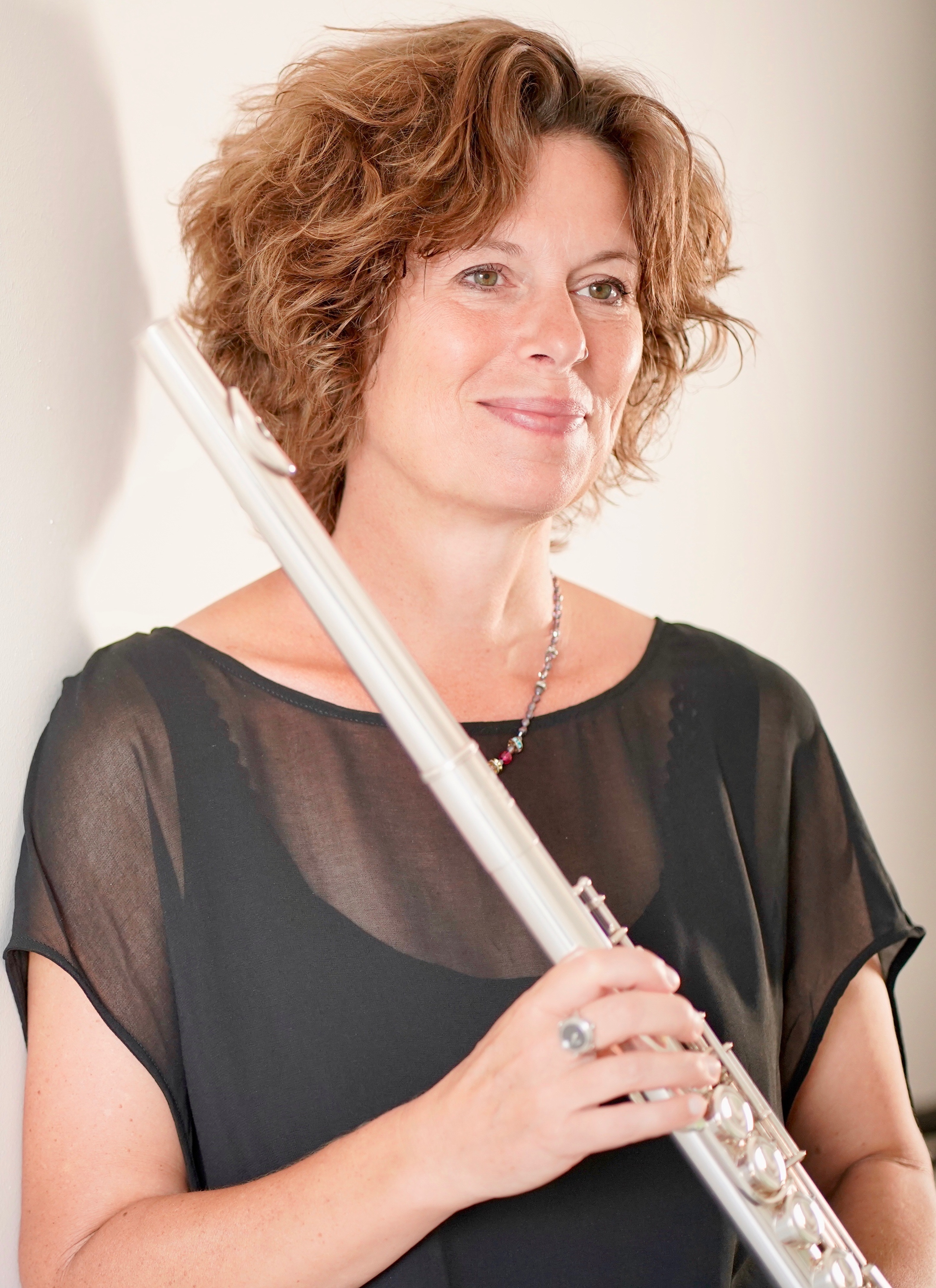
Britta Roscher (2020)

## Leben und Wirken
Roscher studierte zunächst Musikwissenschaft Johannes Gutenberg-Universität Mainz und begann 1992 ein Musikstudium bei Cornelia Thorspecken an der Wiesbadener Musikakademie (WMA), das sie 1997 mit dem Examen abschloss. Es folgte bis 1999 ein künstlerisches Aufbaustudium an der Hochschule für Musik Detmold (Abteilung Dortmund) bei Carine Levine und Hans-Jörg Wegner, das sie mit Diplom abschloss. Sie absolvierte Meisterkurse bei Jeanne Baxtresser, Jos Rinck, Wil Offermans, Robert Dick und Dejan Gavric und war Stipendiatin der Hessischen Kulturstiftung und des Deutschen Musikrates.
Roschers Vorliebe gilt den kammermusikalischen Ensembles im Bereich Klassik, Weltmusik, Performance, freie Improvisation und Avantgarde sowie genreübergreifenden Projekten in den Bereichen Lesung und Theater. Mit den Flötisten Katrin Gerhard, Daniel Agi und Max Zelzner spielt sie seit 1999 im Flötenquartett VerQuer, mit dem sie unter anderem bei Festivals wie zum Beispiel Bluval, beim niederländischen Flute Festival Ittervoort, beim Schönberger Musiksommer, Villa Musica, beim Mozartfest Würzburg und bei den Maifestspielen Wiesbaden sowie in der Kölner Philharmonie gastierte und drei CDs veröffentlichte. Mit Uta Wagner (Schlagzeug), Nina Hacker (E-Bass) und Rainer Mafra (Gitarre) formierte sie 2019 das Cuarteto Mosaico, auch hier erschien eine CD. Zudem wirkte sie bei Musical-Produktionen bei den Burgfestspielen Bad Vilbel mit.
Nach Ausbildungen zur Musik-Kinesiologin und zur Suzuki-Lehrerin für Querflöte ist Roscher als Workshop-Dozentin im In- und Ausland tätig, u. a. für den Verband deutscher Musikschulen, den Verband Bayerischer Sing- und Musikschulen, für den Arbeitskreis Musik in der Jugend und das Landesmusikwerk Oberösterreich. 2000 war sie Mitinitiatorin des Musiklehrernetzwerk 2.0, ein Zusammenschluss selbständiger Musikpädagogen in Wiesbaden. Sie ist Gründungsmitglied des Netzwerks Musiker-Coaching.

## Publikationen
- Pusten, Prusten, Blubbern, Klappern. Ein flötistisches Dschungelkonzert. Kinderbuch, Nova MD, 2022, ISBN 978-3-98595-347-9.
- Breath, puff, bubble, splutter – A flute concert in the jungle. Children' book, 2024, ISBN 979-8-33206-574-3.

## Diskografie
- VerQuer - flutes unlimited. Mit VerQuer (Upala Classics; 2004)

- Der musikalische Adventskalender (SWR Classic; 2007)[9]
- Dekade. 10 Jahre Musiklehrernetzwerk Wiesbaden e. V. (Castigo; 2010)[10]
- VerQuer 2. Mit VerQuer. Werke von u. a. Herbie Hancock, John Dowland, Arcangelo Corelli, Michael Jackson  (Castigo; 2012)
- Und dann sitz ich da. Mit Arno Schmidt an Aller und Leine. Werke von Burkhard Egdorf. Mit Nora Weinand, Gesang; Angela Öztanil, Gitarre[11]
- Viajar. Mit dem Cuarteto Mosaico (Castigo; 2022)
- VerQuer - flautastic. Mit VerQuer. Werke von u. a. Henry Purcell, Chick Corea, Stephanie Wagner, Mat Clasen (recordjet; 2023)